# Сутхида Вачиралонгкорн
Сутхида (тайск. สุทิดา พัชรสุธาพิมลลักษณ), урождённая Сутхида Тиджай (тайск. สุทิดา ติดใจ; 3 июня 1978 г.) — королева Таиланда, четвёртая жена короля Махи Вачиралонгкорна.
До свадьбы работала стюардессой. После поступления на службу в тайские вооружённые силы её повысили до телохранителя короля. В декабре 2020 — феврале 2021 годов в СМИ озвучивались предположения, что королева находится в опале, так как Сутхида не появлялась на публичных мероприятиях, а Вачиралонгкорн совершал визиты в провинции со своей новой фавориткой Сининат.

## Детство и образование
Сутхида родилась 3 июня 1978 года в семье Тиджай (Tidjai), отец Кхам (Kham), мать Джангхеанг (Jangheang). Она этническая хоккиенка, происходящая из тайской китайской семьи. В 2000 году она окончила среднюю школу Hatyaiwittayalai Somboonkulkanya и Assumption University со степенью бакалавра коммуникативных искусств. Сутхида ранее работала стюардессой в JALways, дочерней компании Japan Airlines, с 2000 по 2003 год, а затем в Thai Airways International с 2003 по 2008 год.

## Охрана наследного принца
Сутхида была назначена командиром охраны наследного принца Вачиралонгкорна в августе 2014 года. Ещё в 2010 году у Сутхиды был роман с наследным принцем, который тогда все ещё был женат на Срирасми. В октябре 2016 года в сообщениях международных СМИ она была названа «королевой-супругой», несмотря на то, что дворец никогда официально не заявлял об их отношениях.
13 октября 2017 года она была названа Дамой Большого креста (первой степени) самого прославленного ордена Чула Чом Клао, что даёт титул Тан Фу Ин (тайск. ท่านผู้หญิง). Она первая женщина-офицер, удостоенная этой чести с 2004 года, и первая за время правления короля Рамы X.

## Служба в Королевской армии Таиланда
1 декабря 2016 года Сутхида была назначена командиром подразделения специальных операций Королевской гвардии и повышена до звания генерала. Своего нынешнего звания достигла всего через шесть лет службы. Она успешно прошла несколько курсов военной подготовки.
1 июня 2017 года она была назначена Royal Thai Aide-de-camp Department после реорганизации Королевского командования безопасности.

## Королева-консорт
1 мая 2019 года Сутхида стала королевой Таиланда короля Ваджиралонгкорна, коронация которого состоялась в Бангкоке 4-6 мая 2019 года. Регистрация брака состоялась в жилом зале Ампхорн Сатан в Бангкоке, в присутствии её невестки, принцессы Сириндхорн, и президента Тайного совета Према Тинсуланонды в качестве свидетелей.

## Титул, почести и награды
- С 4 мая 2019 года: её величество королева Сутхида (สมเด็จ สุทิดา พัชรสุธาพิมลลักษณ พระ บรมราชินี บรมราชินี)[21].

### Награды
- Дама самого прославленного ордена Королевского дома Чакри[22]
- Дама Древнего и Благоприятного Ордена Девяти Камней
- Дама Большого креста (первой степени) самого выдающегося ордена Чула Чом Клао[14]
- Дама Гранд Кордон (Особый класс) Высочайшего Ордена Белого Слона[23]
- Дама Гранд Кордон (Особый класс) Благороднейшего Ордена Короны Таиланда[24]
- Медаль королевской монограммы короля Рамы IX[25]
- Медаль королевской монограммы короля Рамы X
- Памятная медаль по случаю 60-летия со дня рождения Его Королевского Высочества принца Маха Вачиралонгкорна
- Памятная медаль по случаю коронации Его Величества короля Рамы X

### Воинские звания
- 14 мая 2010: второй лейтенант[26]
- 14 ноября 2010: первый лейтенант[27]
- 1 апреля 2011: капитан[27]
- 1 октября 2011: майор[28]
- 1 апреля 2012: подполковник[29]
- 1 октября 2012: полковник[30]
- 10 ноября 2013: генерал-майор[31]
- 26 августа 2016: генерал-лейтенант[32]
- 10 декабря 2016: генерал